# Secret Level (Unternehmen)
Secret Level war ein US-amerikanisches Unternehmen im Bereich Computerspiele in San Francisco. Es wurde im Jahre 2006 wegen seines technologischen und technischen Erfolgs von Sega America aufgekauft, wegen kommerzieller Misserfolge der anschließend entwickelten Produkte jedoch zunächst zu Sega Studios San Francisco umstrukturiert und später geschlossen.

## Geschichte

### Ursprünge und Geschäftsgebiet
Das Unternehmen wurde Ende 1999 in San Francisco gegründet und war ursprünglich in unmittelbarer Nähe zur Powell and Market Street ansässig, später zog es in die Nähe des AT&T Park um. Seine größte Personalstärke lag (nach der Integration in Sega) bei 200 Angestellten.
Vor dem Kauf durch Sega war Secret Level ein kleines unabhängiges Studio, das eigene Videospiele wie Magic: The Gathering – Battlegrounds entwickelte, fremde Titel wie Star Wars: Starfighter, America’s Army: Rise of a Soldier und Unreal Tournament portierte. Secret Level arbeitete auch an einer Portierung von Final Fight: Streetwise und Karaoke Revolution auf die Xbox.
Secret Level schuf zudem zahlreiche Tools und Technologien für die Konsolenspiele-Industrie in Zusammenarbeit mit LucasArts, Sony, und anderen.

### Übernahme durch Sega
Secret Level wurde Anfang 2006, während der Entwicklung von Golden Axe: Beast Rider für Sega, von Sega gekauft. Simon Jeffery, der frühere Geschäftsführer von Sega of America, war von Secret Levels Projektfortschritt und Technologie begeistert und wies Sega America an, das Studio zu kaufen.
Nach der Übernahme entwickelte sich Secret Level von einem kleinen Gründungsunternehmen zu einem großen Studio mit nahezu 200 Mitarbeitern. Innerhalb von zwei Jahren des Wachstums wurden Iron Man und Golden Axe: Beast Rider für die PlayStation 3 und die Xbox 360 entwickelt. Einige Stimmen in der Fachwelt beurteilten dies als zu frühen Zeitpunkt.

### Iron Man & Golden Axe
Laut Metacritic, einer Website, die Videospielkritiken zusammenstellt, erzielte die PlayStation-3-Version von Iron Man bei der Kritik eine durchschnittliche Bewertung von 42 (von 100) Punkten, die Xbox-360-Version lag bei 45. In der Bewertungsskala von Metacritic bedeuten mittlere Punktzahlen unter 50 „allgemein ungünstige Kritiken.“ Secret Level entwickelte nicht die Spiele zu Kino-Neuveröffentlichungen von Iron Man für Nintendo DS, Wii, PlayStation 2, PlayStation Portable und Windows. Diese Entwicklungen wurden stattdessen an das Studio Artificial Mind vergeben.
Die Secret-Level-Portierung von Beast Rider erhielt von IGN eine Bewertung von 3.2 von 10 Punkten mit der abschließenden Bemerkung „Dieses Spiel verdient es, wie die Pest gemieden zu werden, selbst wenn wir den Klassiker von tiefstem Herzen in bester Erinnerung haben.“ GamePro nannte es „technisch schlecht entwickelt und äußerst mittelmäßig,“ „ein furchtbares Spiel, das sich für die Fans des Originals wie ein Schlag ins Gesicht anfühlt.“ TeamXbox gab dem Spiel 6,8 Punkte. High School Ben, der Herausgeber von ScrewAttack.com, der Schwester-Website von Gametrailers, schrieb „Schmeißt es auf den Müll“ wegen „seltsamer“ Bedienung, fehlender Musik und hohen Schwierigkeitsgrades X-Play von G4tv gab dem Spiel in seiner Kritik vom 22. Oktober 2008 nur 2 von 5 Sternen.
Für das Spiel sprach eine Bewertung von 9 von 10 Punkten vom Play-Magazin. Play schrieb zudem, „gewisse Online-Kritiker“ seien „nicht fähig“ gewesen, das Spiel in dem gesetzten Zeitrahmen durchzuspielen und „eine anständige Kritik abzuliefern“.

## Sega Studios San Francisco
Nach dem Misserfolg beider Spiele bei der Kritik und auf dem Markt wickelte Sega Secret Level ab und behielt wenige handverlesene Mitarbeiter, um das Studio unter dem neuen Namen Sega Studios San Francisco neu zu gründen. Das neue Studio verfügte nicht über die Selbstständigkeit des alten, da Sega alle seine geschäftlichen Entscheidungen direkt steuerte.
Sega wollte durch die Restrukturierung mit Iron Man 2 und dem Nachfolger von Beast Rider den Erfolg erreichen, der von den ursprünglichen Spielen erwartet worden war. Am 2. April 2010 kündigte Sega jedoch an, Sega Studios San Francisco mit der Veröffentlichung von Iron Man 2 zu schließen. Sega machte keine Mitteilung zum Nachfolger von Beast Rider, was verschiedene Websites zu der Meinung veranlasste, dass die Qualität des Spiels den Erwartungen nicht genügte.
Der Geschäftsführer von Sega West, Mike Hayes, sprach im Interview bei 1UP.com über die Abwicklung des Studios:
1UP: Wurde Secret Level wegen des Trends zu digitalem geschlossen?
MH: Die Entscheidung stand auf breiterer Grundlage. Wir sind zufrieden mit Iron Man 2, an dem sie gearbeitet haben, aber die Wahrheit ist, dass wir kein weiteres geeignetes Projekt für sie finden konnten. Sie erinnern sich vielleicht, dass wir dasselbe mit unserem Renn[spiel]studio hier in London vor drei Jahren gemacht haben. Es war ein gutes Team, aber wir konnten kein neues Projekt für sie finden.